# Liste der Kantone im Département Vienne
Das Département Vienne liegt in der Region Nouvelle-Aquitaine in Frankreich. Es untergliedert sich in drei Arrondissements mit 19 Kantonen (französisch cantons).
Siehe auch: Liste der Gemeinden im Département Vienne

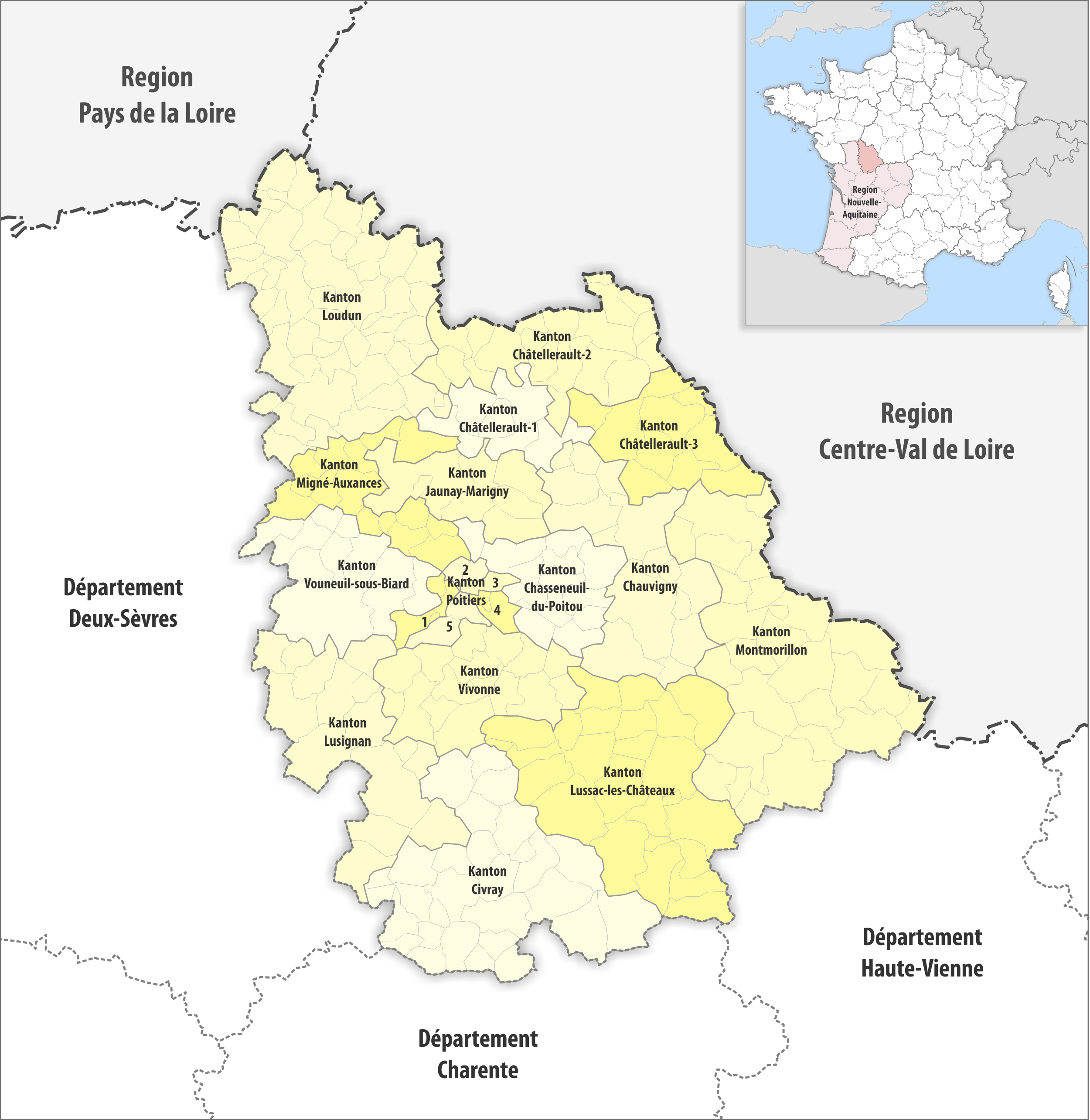
Gemeinden und Kantone im Département Vienne

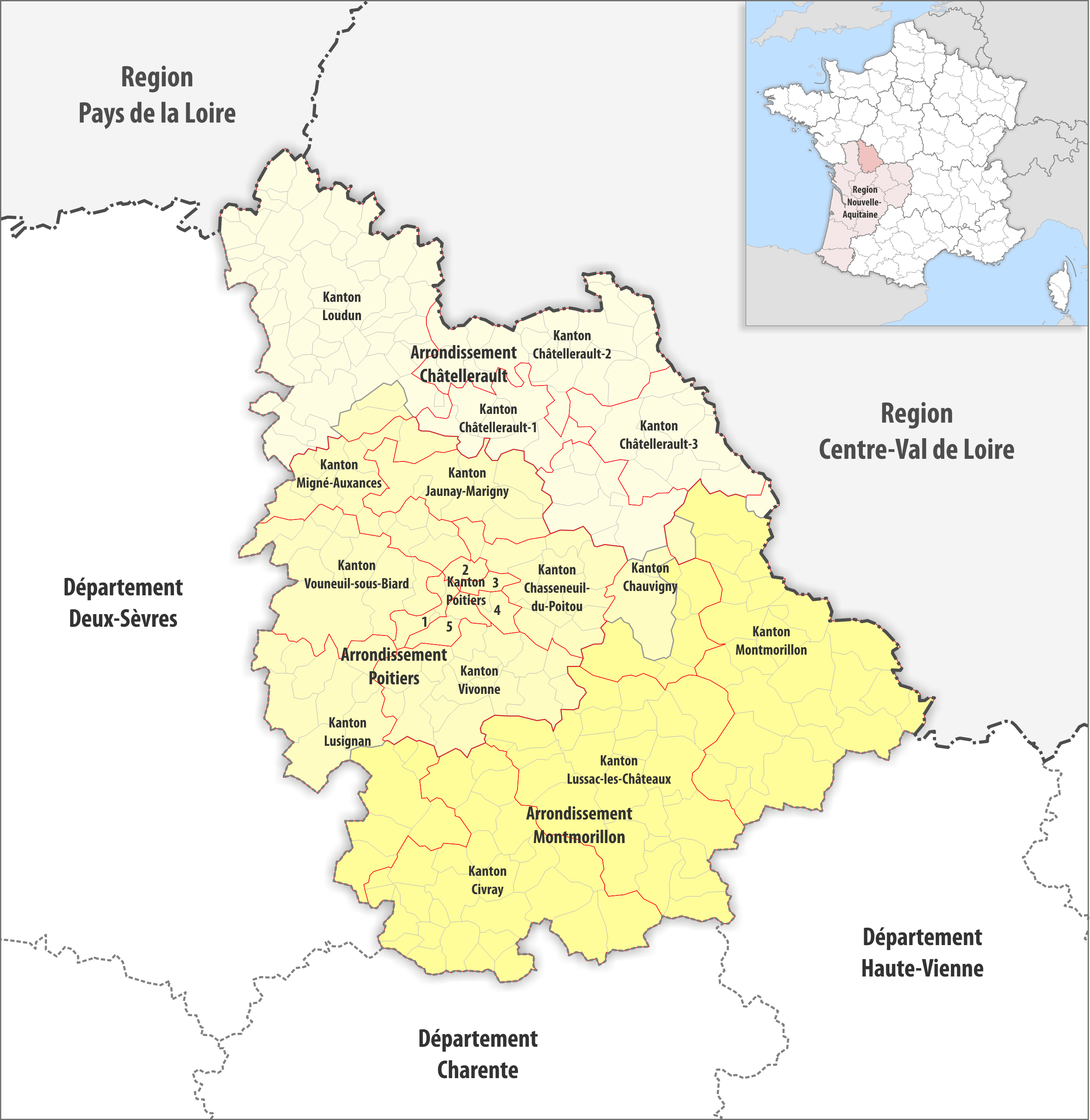
Gemeinden, Arrondissemente und Kantone im Département Vienne

| Kanton                | Gemeinden | Einwohner 1. Januar 2022 | Fläche km² | Dichte Einw./km² | Code INSEE | Arrondissement(e)                     |
| --------------------- | --------- | ------------------------ | ---------- | ---------------- | ---------- | ------------------------------------- |
| Chasseneuil-du-Poitou | 13        | 23.337                   | 260,77     | 89               | 8601       | Poitiers                              |
| Châtellerault-1       | 7 1⁄3     | 25.485                   | 186,06     | 137              | 8602       | Châtellerault                         |
| Châtellerault-2       | 20 1⁄3    | 25.228                   | 404,92     | 62               | 8603       | Châtellerault                         |
| Châtellerault-3       | 9 1⁄3     | 20.947                   | 302,23     | 69               | 8604       | Châtellerault                         |
| Chauvigny             | 15        | 21.627                   | 464,60     | 47               | 8605       | Châtellerault, Montmorillon, Poitiers |
| Civray                | 29        | 17.902                   | 763,56     | 23               | 8606       | Montmorillon                          |
| Jaunay-Marigny        | 6         | 24.947                   | 242,08     | 103              | 8607       | Poitiers                              |
| Loudun                | 49        | 26.571                   | 931,25     | 29               | 8608       | Châtellerault, Poitiers               |
| Lusignan              | 15        | 18.991                   | 527,84     | 36               | 8609       | Montmorillon, Poitiers                |
| Lussac-les-Châteaux   | 25        | 18.405                   | 829,82     | 22               | 8610       | Montmorillon                          |
| Migné-Auxances        | 15        | 25.828                   | 269,04     | 96               | 8611       | Poitiers                              |
| Montmorillon          | 26        | 17.579                   | 937,76     | 19               | 8612       | Châtellerault, Montmorillon, Poitiers |
| Poitiers-1            | 3 1⁄5     | 24.303                   | 35,16      | 691              | 8613       | Poitiers                              |
| Poitiers-2            | 1 ⁄5      | 26.473                   | 19,25      | 1.375            | 8614       | Poitiers                              |
| Poitiers-3            | 1⁄5       | 27.309                   | 15,23      | 1.793            | 8615       | Poitiers                              |
| Poitiers-4            | 1 ⁄5      | 21.883                   | 27,55      | 794              | 8616       | Poitiers                              |
| Poitiers-5            | 2 1⁄5     | 22.532                   | 39,54      | 570              | 8617       | Poitiers                              |
| Vivonne               | 16        | 27.158                   | 373,26     | 73               | 8618       | Poitiers                              |
| Vouneuil-sous-Biard   | 11        | 22.183                   | 360,52     | 62               | 8619       | Poitiers                              |
| Département Vienne    | 265       | 438.688                  | 6.990,44   | 63               | 86         | –                                     |

## Liste ehemaliger Kantone
Bis zum Neuzuschnitt der französischen Kantone im März 2015 war das Département Vienne wie folgt in 38 Kantone unterteilt:
| Arrondissement | Kantone |
| -------------- | --- |
| Châtellerault  | Châtellerault-Nord, Châtellerault-Ouest, Châtellerault-Sud, Dangé-Saint-Romain, Lencloître, Loudun, Moncontour, Monts-sur-Guesnes, Pleumartin, Saint-Gervais-les-Trois-Clochers, Les Trois-Moutiers, Vouneuil-sur-Vienne |
| Montmorillon   | Availles-Limouzine, Charroux, Chauvigny, Civray, Couhé, Gençay, L’Isle-Jourdain, Lussac-les-Châteaux, Montmorillon, Saint-Savin, La Trimouille                                                                           |
| Poitiers       | Lusignan, Mirebeau, Neuville-de-Poitou, Poitiers-1, Poitiers-2, Poitiers-3, Poitiers-4, Poitiers-5, Poitiers-6, Poitiers-7, Saint-Georges-lès-Baillargeaux, Saint-Julien-l'Ars, La Villedieu-du-Clain, Vivonne, Vouillé  |